# Tracholena
Tracholena es un género de polillas tortrícidas categorizado en la tribu Schoenotenini, de la subfamilia Tortricinae. Fue descrito por Common en 1965.

## Especies
- Tracholena dialeuca Common, 1982
- Tracholena hedraea Common, 1982
- Tracholena homopolia (Turner, 1945)
- Tracholena indicata Diakonoff, 1973
- Tracholena lipara Common, 1973
- Tracholena liparodes Dugdale, 2005
- Tracholena micropolia (Turner, 1916)
- Tracholena nigrilinea Dugdale, 2005
- Tracholena paniense Dugdale, 2005
- Tracholena sulfurosa (Meyrick, 1910)